# Robert Fogel
Robert William Fogel (1. července 1926 New York, USA – 11. června 2013, Oak Lawn, Illinois,) byl americký historik hospodářství a vědec, který v roce 1993 získal spolu s Douglassem Northem Cenu Švédské národní banky za rozvoj ekonomické vědy na památku Alfreda Nobela za „znovuobnovení výzkumu ekonomické historie prostřednictvím aplikování ekonomické teorie a kvantitativních metod za účelem vysvětlení ekonomických a institucionálních změn“.

## Publikace
- The Union Pacific Railroad: A Case in Premature Enterprise, 1960.
- Railroads and American Economic Growth: Essays in Econometric History, 1964.
- Time on the Cross: The Economics of American Negro Slavery, 2 volumes, 1974. (co-written with Stanley Engerman)
- Without Consent or Contract: The Rise and Fall of American Slavery, 2 volumes, 1989.
- Economic Growth, Population Theory and Physiology: The Bearings of Long-Term Processes on the Making of Economic Policy, 1994.
- The Slavery Debates, 1952-1990: A Retrospective . Baton Rouge: Louisiana State University Press, 2003. 106 pp. ISBN 0-8071-2881-3.
- The Fourth Great Awakening and the Future of Egalitarianism Chicago: University of Chicago Press, 2002
- The Escape from Hunger and Premature Death, 1700-2100: Europe, America, and the Third World. New York: Cambridge University Press, 2004. 189pp. ISBN 0-521-80878-2.
- The Changing Body: Health, Nutrition, and Human Development in the Western World since 1700 (co-written with Roderick Floud, Bernard Harris, and Sok Chul Hong), forthcoming.